# Marindia
Marindia est une station balnéaire uruguayenne du département de Canelones, rattachée à la municipalité de Salinas.

## Localisation
La localité se situe au sud du département de Canelones, sur les rives du Rio de la Plata au niveau du kilomètre 40 de la ruta Interbalnearia. C'est l'une des stations balnéaires de la Costa de Oro, bordée par celles de Salinas à l'ouest et de Fortín de Santa Rosa à l'est.

## Population
| Année | Population |
| ----- | ---------- |
| 1963  | 115        |
| 1975  | 360        |
| 1985  | 626        |
| 1996  | 1493       |
| 2004  | 2586       |
| 2011  | 3543       |

,

## Source
- (es) Cet article est partiellement ou en totalité issu de l’article de Wikipédia en espagnol intitulé « Marindia » (voir la liste des auteurs).